# Jesus auf der Wies

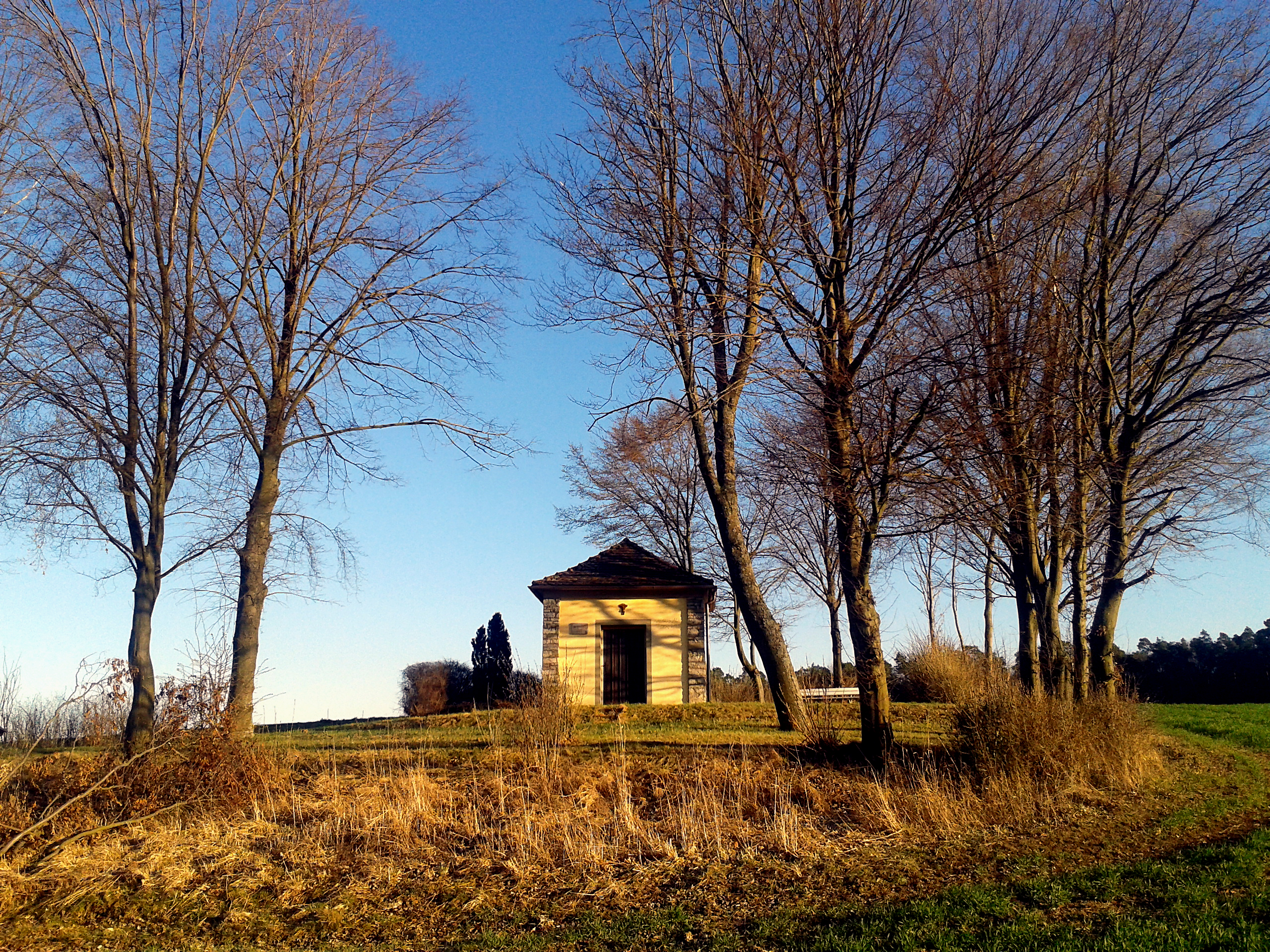
Die Feldkapelle Jesus auf der Wies

Die Feldkapelle Jesus auf der Wies ist ein kleines Gotteshaus, zwischen Rimbach und Obervolkach gelegen, zwei Ortsteilen der Stadt Volkach im unterfränkischen Landkreis Kitzingen. Sie wird heute vor allem von der Obervolkacher Bevölkerung unterhalten.

## Lage
Die Kapelle befindet sich auf einer Ebene an einem Feldweg, zwischen Feldern und Wiesen auf der Rimbacher Gemarkung Krönleinsbrunn, die heute zu Volkach gehört. Im Süden des Kirchleins liegt ein Wald, durch den die Kreisstraße KT 36 führt, während im Norden der Rimbach vorbeifließt, ein Quellbach der Volkach. Die meiste Zeit ihres Bestehens wurde die Kapelle von der Pfarrei Obervolkach betreut, von deren Kirche St. Nikolaus liegt sie etwa 1,5 Kilometer entfernt.

## Geschichte

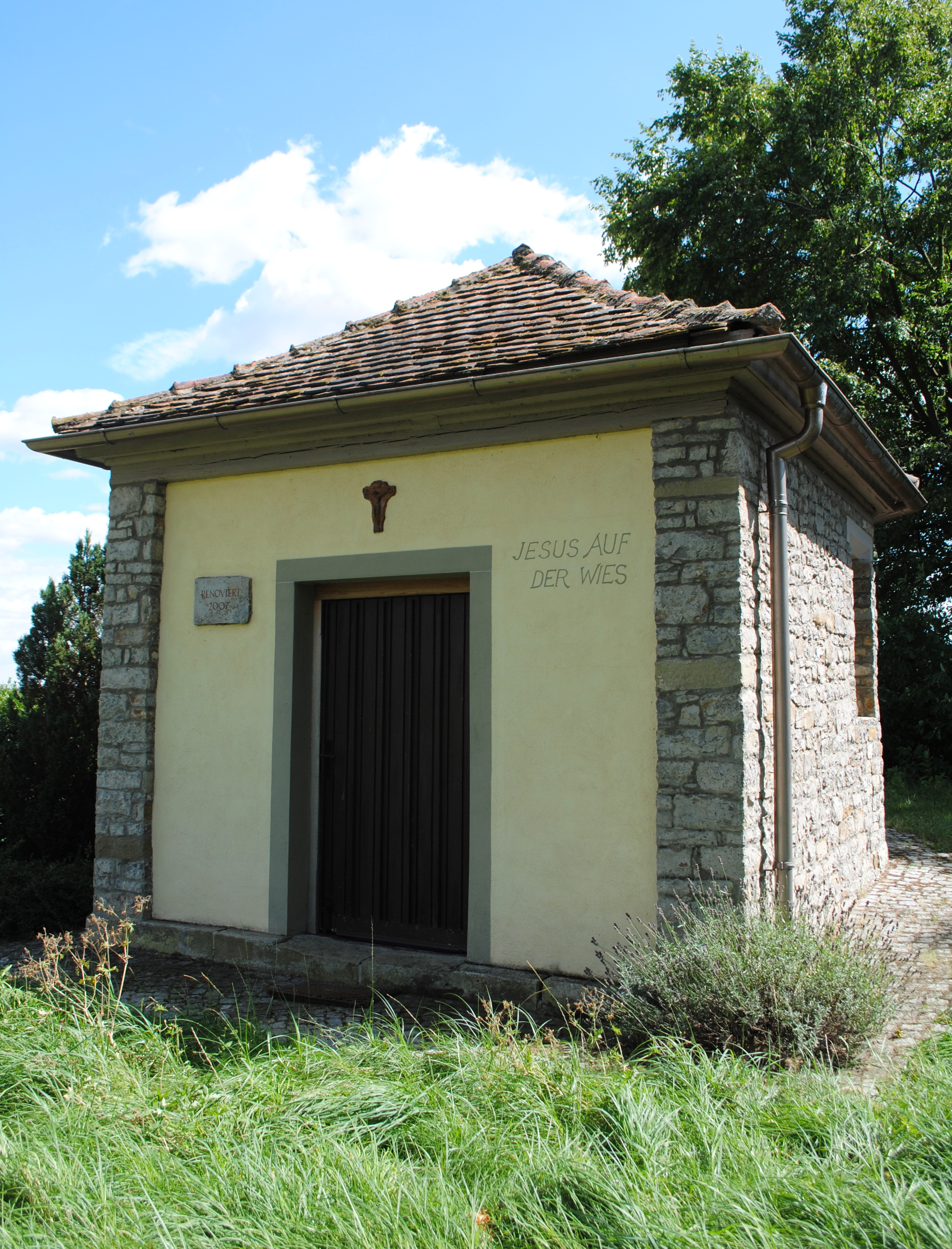
Die Kapelle

Ein alter Pilgerweg in die Wallfahrtskirche Maria im Sand in Dettelbach führte ursprünglich an der Stelle vorbei, an der sich heute die Kapelle befindet. Im Mittelalter befand sich an diesem Ort ein Bildstock, der neben der Darstellung der Pietà auch Reliefs der Heiligen Kilian und Paulus versammelte. Erst nach dem Dreißigjährigen Krieg, in der zweiten Hälfte des 17. Jahrhunderts, verzierte man die Pilgerstation mit der Statue eines gegeißelten Heilands, um die herum bald eine erste Kapelle entstand.
Die neu hinzugekommene Jesusverehrung wurde von den Franziskanern etabliert, denen die Oberaufsicht über die Dettelbacher Wallfahrt im 16. Jahrhundert übergeben worden war. Bereits im 19. Jahrhundert wurde das religiöse Lied „Jesus auf der Wies“ aufgeschrieben, welches heute mit der Steingadener Wieskirche verbunden wird, seinen Entstehungsort jedoch in der Wallfahrt der Obervolkacher nach Dettelbach an der Kapelle gleichen Namens hat.
Im Jahr 1872 vermachte dann ein Frankenwinheimer, dessen Dorf auch am Kirchlein rastete, 200 Gulden an den Bürgermeister von Obervolkach. Das Geld sollte in den Ausbau der Wallfahrtskapelle fließen. Den Auftrag erhielt der Obervolkacher Jakob Sitzmann, der erste Plan datiert auf den Oktober 1873. Bis 1874 war die Kapelle fertiggestellt, im Jahr 1907 wurde sie noch mit einem Dreikönigsbild verziert.
Eine Renovierung nahm die Pfarrei Obervolkach im Jahr 1950 vor. Die Kapelle erhielt eine Madonnenfigur, die heute im Pfarrhof des Ortsteils aufbewahrt wird. Eine Josefsfigur steht heute in der Pfarrkirche St. Nikolaus. Der gegeißelte Heiland findet sich dagegen heute in der Michaelskapelle. Im Jahr 2006 wurde die baufällige Kapelle von Freiwilligen aus Obervolkach renoviert; Einweihung konnte am 14. Oktober 2007 gefeiert werden. Das Bayerische Landesamt für Denkmalpflege ordnet die Kapelle unter der Nummer D-6-75-174-294 als Baudenkmal ein.

## Architektur und Ausstattung
Die Kirche präsentiert sich als rechteckiger Bau, der mit einem polygonalen Chor abschließt. Ein Walmdach bekrönt die Kapelle. Das Gebäude ist nicht geostet, sondern wurde nach Süden hin ausgerichtet. An der Nordseite befindet sich ein rechteckiger Eingang; diese Seite ist auch die einzige, die nicht aus Bruchsteinmauerwerk besteht. Die Seiten werden von jeweils einem rechteckigen Fenster gegliedert. Im Inneren sind Nischen für das ursprüngliche Jesusbild und die Heiligenfiguren ausgeschlagen.
Die ursprüngliche Ausstattung der Kapelle ist heute vor allem auf die Kirchengebäude in Obervolkach verteilt. Heute stehen moderne Jesus- und Heiligenstatuen im Inneren. Lediglich das in die Choraußenwand eingelassene Bildstockrelief der Pietà entstammt noch der Ausstattung der Frühen Neuzeit. Eine von Stuck eingerahmte Inschrift an der südlichen Chorseite lautet: „O Mensch stehe stille und betrachte, ob ein Schmerz den meinigen gleicht“.